# Englewood (Nueva Jersey)
Englewood es una ciudad ubicada en el condado de Bergen en el estado estadounidense de Nueva Jersey. En el año 2010 tenía una población de 27.116 habitantes y una densidad poblacional de 2.133 personas por km²; en 2019 tenía una población estimada de 28.402.

## Geografía
Según la Oficina del Censo de los Estados Unidos, Englewood tenía un área total de 4.937 millas cuadradas (12.786 km²), incluidas 4.914 millas cuadradas (12.727 km²) de tierra y 0.023 millas cuadradas (0.060 km²) de agua (0.47%).
Las comunidades, localidades y nombres de lugares no incorporados ubicados parcial o totalmente dentro de la ciudad incluyen Highwood.
La ciudad limita con los municipios del condado de Bergen de Bergenfield, Englewood Cliffs, Fort Lee, Leonia, Teaneck y Tenafly.

## Demografía
Según la Oficina del Censo en 2000 los ingresos medios por hogar en la localidad eran de $54,379 y los ingresos medios por familia eran $62,194. Los hombres tenían unos ingresos medios de $41,909 frente a los $34,358 para las mujeres. La renta per cápita para la localidad era de $35,275. Alrededor del 6.6% de la población estaba por debajo del umbral de pobreza.

## Educación
El Distrito Escolar Público de Englewood gestiona escuelas públicas.